# Irish League 1905/1906
Šestnáctý ročník Irish League (1. irské fotbalové ligy) se konal za účasti osmy klubů. Po odehrání 14 utkání ve společné skupině, měly kluby Cliftonville FC a Lisburn Distillery FC stejný počet bodů. Hráli se dva dodatečné zápasy, ale oba skončili remízou. Titul tak získali oba kluby.